# Deh Kūleh
Deh Kūleh (persiska: ده کلک, ده کولک, Deh-e Kūlak, ده کوله) är en ort i Iran.   Den ligger i provinsen Kerman, i den sydöstra delen av landet, 1 200 km sydost om huvudstaden Teheran. Deh Kūleh ligger 751 meter över havet och antalet invånare är 253.
Terrängen runt Deh Kūleh är platt åt nordväst, men åt sydost är den kuperad. Runt Deh Kūleh är det glesbefolkat, med 8 invånare per kvadratkilometer. Närmaste större samhälle är Sūrgāh, 6,1 km sydost om Deh Kūleh. Trakten runt Deh Kūleh är ofruktbar med lite eller ingen växtlighet.